# Helcogramma

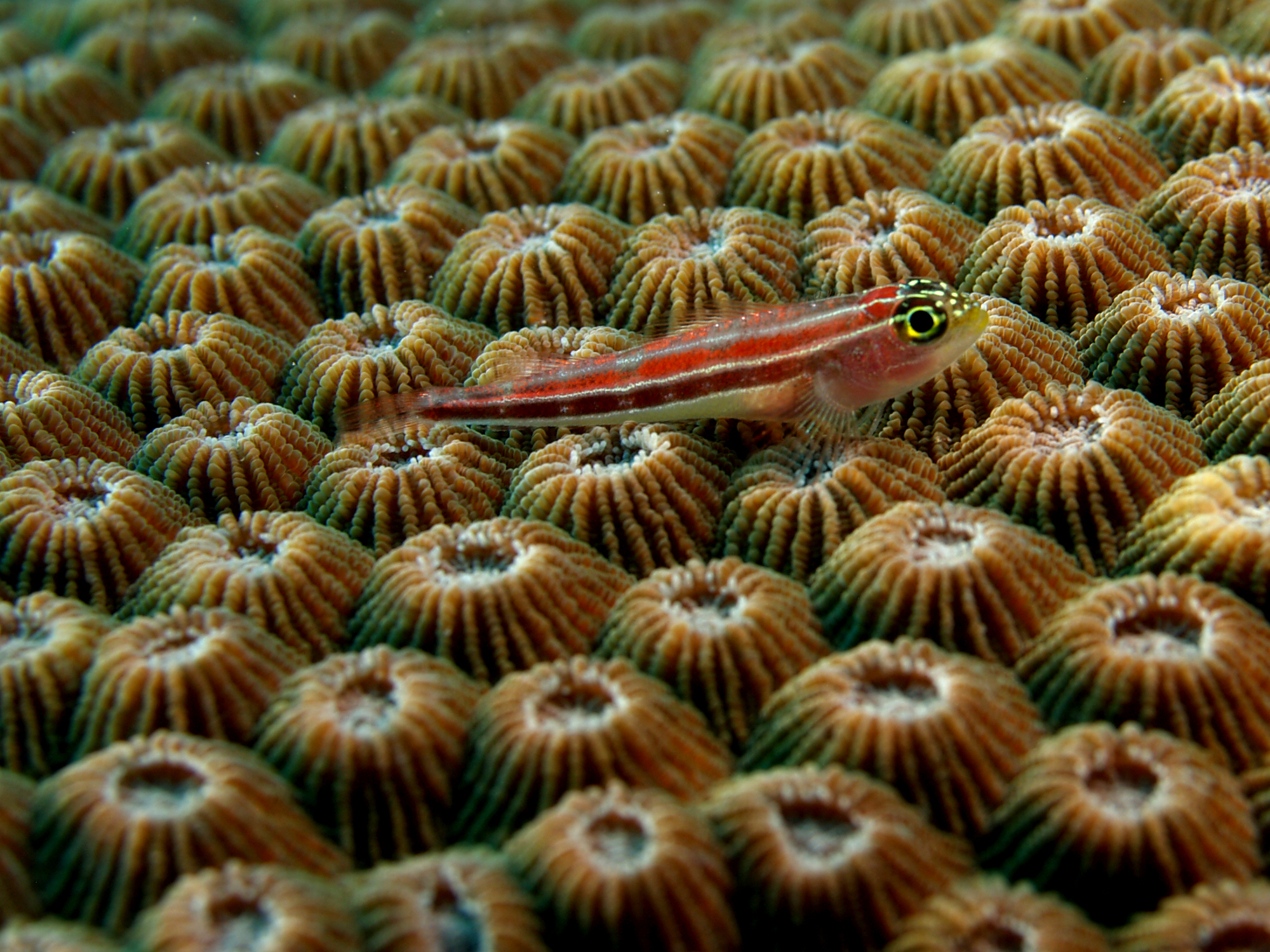
Helcogramma striatum

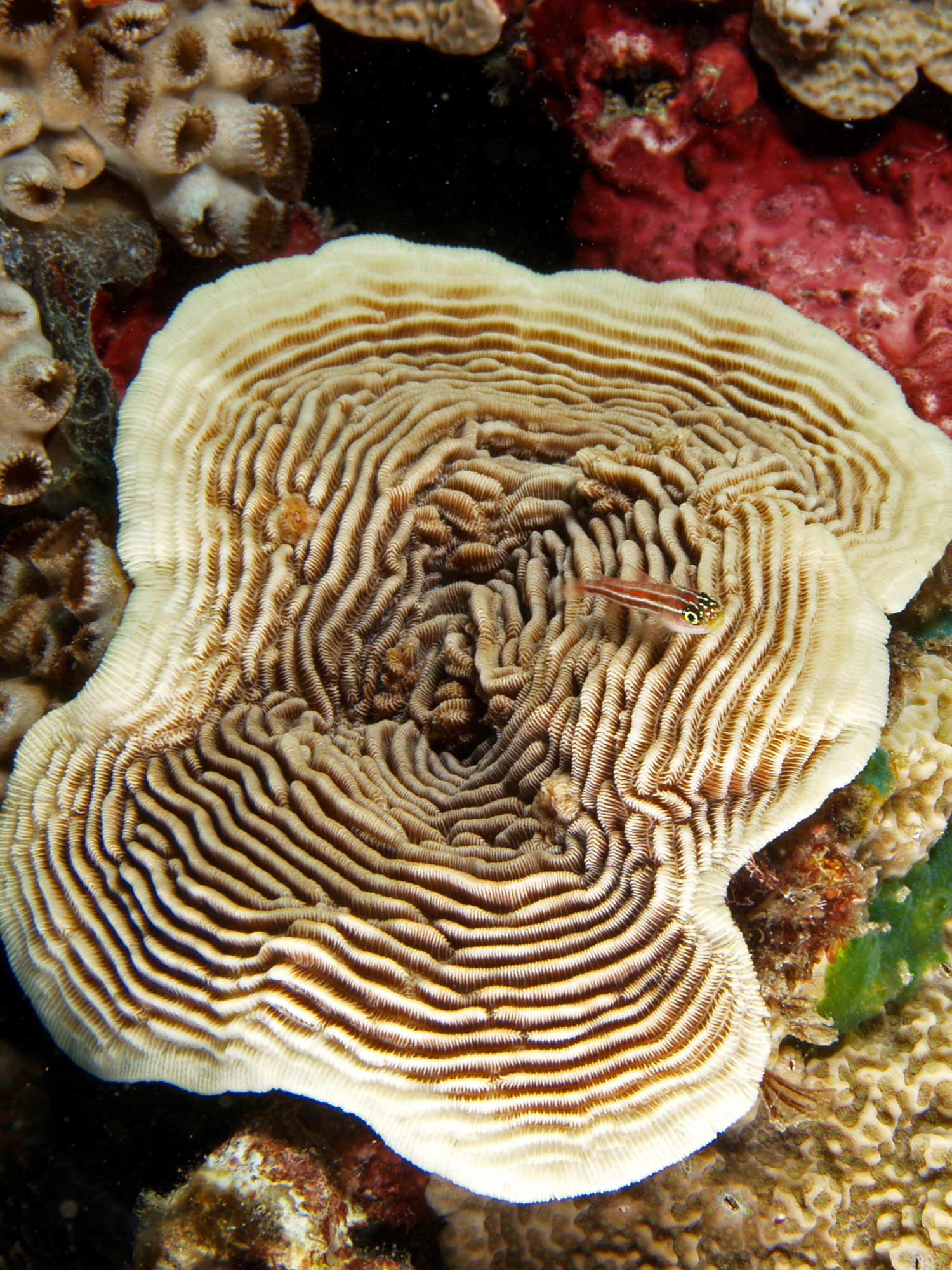
Helcogramma striatum

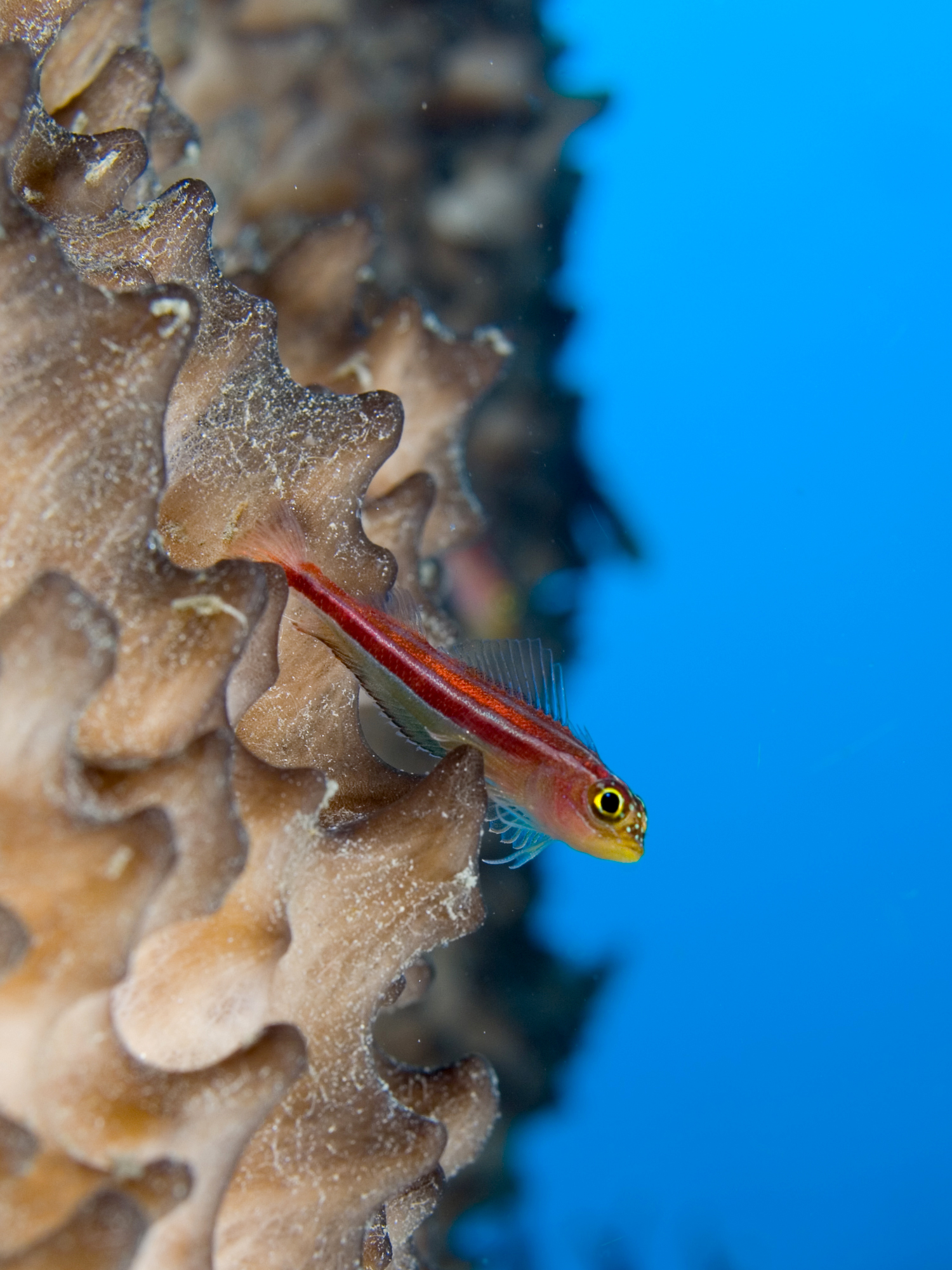
Helcogramma striatum

Helcogramma és un gènere de peixos de la família dels tripterígids i de l'ordre dels perciformes.

## Taxonomia
- Helcogramma albimacula (Williams & Howe, 2003)
- Helcogramma alkamr (Holleman, 2007)
- Helcogramma aquilum (Williams & McCormick, 1990)
- Helcogramma billi (Hansen, 1986)
- Helcogramma capidatum (Rosenblatt, 1960)
- Helcogramma cerasina (Williams & Howe, 2003)
- Helcogramma chica (Rosenblatt, 1960)
- Helcogramma decurrens (McCulloch & Waite, 1918)
- Helcogramma desa (Williams & Howe, 2003)
- Helcogramma ellioti (Herre, 1944)
- Helcogramma ememes (Holleman, 2007)
- Helcogramma fuscipectoris (Fowler, 1946)
- Helcogramma fuscopinna (Holleman, 1982)
- Helcogramma gymnauchen (Weber, 1909)
- Helcogramma habena (Williams & McCormick, 1990)
- Helcogramma hudsoni (Jordan & Seale, 1906)
- Helcogramma inclinata (Fowler, 1946)
- Helcogramma kranos (Fricke, 1997)
- Helcogramma lacuna (Williams & Howe, 2003)
- Helcogramma larvata (Fricke & Randall, 1992)
- Helcogramma maldivensis (Fricke & Randall, 1992)
- Helcogramma microstigma (Holleman, 2006)
- Helcogramma nesion (Williams & Howe, 2003)
- Helcogramma nigra (Williams & Howe, 2003)
- Helcogramma novaecaledoniae (Fricke, 1994)
- Helcogramma obtusirostre (Klunzinger, 1871)
- Helcogramma randalli (Williams & Howe, 2003)
- Helcogramma rharhabe (Holleman, 2007)
- Helcogramma rhinoceros (Hansen, 1986)
- Helcogramma rosea (Holleman, 2006)
- Helcogramma serendip (Holleman, 2007)
- Helcogramma solorensis (Fricke, 1997)
- Helcogramma springeri (Hansen, 1986)
- Helcogramma steinitzi (Clark, 1980)
- Helcogramma striatum (Hansen, 1986)
- Helcogramma trigloides (Bleeker, 1858)
- Helcogramma vulcana (Randall & Clark, 1993)[2][3][4][5][6][7][8]